# Port lotniczy Rostock-Laage
Port lotniczy Rostock-Laage (niem.: Flughafen Rostock-Laage, ang.: Rostock-Laage Airport, kod IATA: RLG, kod ICAO: ETNL) – międzynarodowy port lotniczy położony 28 km od Rostocku. Jest regionalnym portem lotniczym Meklemburgii-Pomorza Przedniego.

## Linie lotnicze i połączenia
| Linia lotnicza    | Kierunek                          |
| ----------------- | --------------------------------- |
| Corendon Airlines | Sezonowo: 1. Antalya 2. Heraklion |